# Florina (unità periferica)
L'unità periferica di Florina (in greco Περιφερειακή ενότητα Φλώρινας?) è una delle 4 unità periferiche in cui è divisa la periferia della Macedonia Occidentale. Il capoluogo è la città di Florina.
Confina con l'Albania ad ovest (distretti di Devoll e Coriza), col Lago Prespa a nordovest e con la Macedonia del Nord a nord (comuni di Bitola e Resen), nonché con le altre prefetture di Pella ad est, Kozani a sud e Kastoria a sudovest.

## Prefettura
Grevena era una prefettura della Grecia, abolita a partire dal 1º gennaio 2011 a seguito dell'entrata in vigore della riforma amministrativa detta piano Kallikratis
La riforma amministrativa ha anche modificato la struttura dei comuni che ora si presenta come nella seguente tabella:
| Nuovo Comune | Comuni aboliti | Sede     |
| ------------ | -------------- | -------- |
| Amyntaio     | Amyntaio       | Amyntaio |
| Amyntaio     | Aetos          | Amyntaio |
| Amyntaio     | Variko         | Amyntaio |
| Amyntaio     | Lechovo        | Amyntaio |
| Amyntaio     | Nymfaio        | Amyntaio |
| Amyntaio     | Filotas        | Amyntaio |
| Florina      | Florina        | Florina  |
| Florina      | Kato Kleines   | Florina  |
| Florina      | Meliti         | Florina  |
| Florina      | Perasma        | Florina  |
| Prespes      | Prespes        | Laimos   |
| Prespes      | Krystallopigi  | Laimos   |

## Precedente suddivisione amministrativa

Prefettura di Florina

Dal 1997, con l'attuazione della riforma Kapodistrias, la prefettura di Florina era suddivisa in otto comuni e quattro comunità.
| comuni        | codice YPES | capoluogo (se diverso) | codice postale | prefisso tel. |
| ------------- | ----------- | ---------------------- | -------------- | ------------- |
| Aetos         | 5001        |                        | 530 75         | -             |
| Amyntaio      | 5002        |                        | 532 00         | 23860-2       |
| Filotas       | 5011        |                        | 530 70         | 24630-41      |
| Florina       | 5012        |                        | 531 00         | 23850-2       |
| Kato Kleines  | 5004        |                        | 531 00         | 23850-1       |
| Meliti        | 5007        | Neochoraki             | 530 71         | 23850-42      |
| Perasma       | 5009        |                        | 531 00         | 23580-3       |
| Prespes       | 5010        | Laimos                 | 530 77         | 23850-51      |
| comunità      | codice YPES | capoluogo (se diverso) | codice postale | prefisso tel. |
| Krystallopigi | 5005        |                        | 530 77         | 23850-45      |
| Lechovo       | 5006        |                        | 530 73         | 23850-45      |
| Nymfaio       | 5008        |                        | 530 78         | 23860-3       |
| Variko        | 5003        |                        | 500 05         | 24670-94      |